# Maiwa (Austronesische Sprache)
Maiwa auch als Masenrempulu bekannt ist eine auf Sulawesi gesprochene Sprache. Sie gehört zu den austronesischen Sprachen.